# Meshuggah
Мешуга (швед. Meshuggah, IPA: ) шведска је авангардна метал група. Бенд је настао 1987.

## Дискографија

### Студијски албуми
- (1991)
- (1995)
- (1998)
- (2002)
- (2005)
- (2008)
- (2012)
- (2016)
- (2022)